# Gianfranco Goberti
Gianfranco Goberti, né le 19 novembre 1939 à Ferrare et mort le 23 janvier 2023 dans la même ville, est un peintre italien.

## Biographie
Gianfranco Goberti est né le 19 novembre 1939 à Ferrare.
Après des études d'Arts à l'Institut de Dosso Dossi à Ferrare en Italie et à l'Académie d'Art de Bologne, il a été professeur et Directeur de l'Institut des Arts de Dosso Dossi.
Sa première exposition a lieu en 1959 avec des références à Picasso et Bacon. Ses recherches ont porté sur la nuova figurazione et l'expressionnisme abstrait. La première période optico-figurative commence dans les années 1960. En 1980, il a été sélectionné par le Catalogue National d'Art Moderne Bolaffi avec Paolini, Adami, Bulgarelli, Cassano et Paladino. Goberti a exposé à l'Exposition Internationale d'Art de Bilbao, Quadriennale d'Arte à Rome, Rassegna Premio S. Fedele (Milan), Arte Fiera (Bologne), Altissima (Turin), Expo Arte (Bari), ArteExpo (Barcelone) et LineArt (Gand), "La Venere svelata - La Venere di Urbino di Tiziano" (Bruxelles, Centre for Fine Arts, 10/10/2003-11/01/2004, Festival Internazionale EUROPALIA). 
Vittorio Sgarbi a écrit sur l'art de Goberti :
« Is the Goberti's art the element which should arouse new interest in our way of looking at and co-living with what is around us? Is maybe his technical ability? … The dominant aspect of the Goberti's art is the relationship between the Art and what it has been traditionally considered its subject, the Nature. ... The Art has always its specific language and a human substance even when it would camouflage in the Nature. This is the lesson, the revision of our mode of being in the world what Gianfranco Goberti proposes us. »
« L'art de Goberti est-il l'élément qui devrait susciter un nouvel intérêt pour notre façon de voir et de vivre avec ce qui nous entoure ? C'est peut-être ses capacités techniques ? ... L'aspect dominant de l'art de Goberti est la relation entre l'art et ce qu'il a été traditionnellement considéré son sujet, la nature. ... L'Art a toujours son langage spécifique et une substance humaine même lorsqu'il se camouflerait dans la Nature. C'est la leçon, la révision de notre façon d'être dans le monde ce que Gianfranco Goberti nous propose. »

## Expositions

### Solos
- 1959 – Teatro Comunale, Ferrare
- 1961 – Il Chiostro di San Romano, Ferrare
- 1962 – Galleria Panfilio, Ferrare
- 1963 – Galleria Benedetti, Legnago
- 1967 – Galleria Due Mondi, Roma; Galleria Il Saggittario, Bari; Galleria Duemila, Bologne
- 1969 – Galleria San Vitale, Ravenne
- 1970 – Galleria il Taghetto, Venise
- 1971 – Galleria Carbonesi, Bologne
- 1972 – Galleria Estense, Ferrare
- 1977 – Galleria Duemila, Bologne
- 1978 – Galleria Schubert, Milano; Accademia dei Concordi, Rovigo
- 1979 – Galleria Ipermedia, Ferrare
- 1983 – Galleria D'Andromède, Trento; Drazek Galerie D'Art, Munich
- 1984 – Galleria Schubert, Milano; Le Palazzo Del Governo, Pesaro; À La Galleria Civica, Codigoro; Palais Diamanti, Ferrare
- 1985 – Galleria Uno Spazio, Madaloni
- 1986 – Le Palazzo Pretorio, Certaldo; Le Palazzo Ducale, Urbino
- 1987 – Galleria Schubert, Milan
- 1989 – Rocca Possente, Stellata, Bondeno ; Palazzo del Governatore, Cento
- 1990 – Palazzo Comunale Nonantola; Galleria Cristina Busi, Chiavari; Galleria Dosso Dossi, Ferrare
- 1992 – Galleria Schubert, Milan
- 1994 – Galleria L'Ariete, Bologna; Galleria Schubert, Milan
- 1996 – Galerie BSMD, La Decouverte, Parigi; Galleria Schubert, Milan
- 1997 – Galleria Gnaccarini, Bologna; Sala Comunale "O. Marchesi", Copparo
- 1998 – Galleria Schubert, Milan
- 2000 – BezaArte, Ferrare
- 2001 – Galleria Conforti, Cava de ' Tirreni, de Salerne; Galleria Schubert, Milan
- 2002 – Galleria Roggia Grande, Trente; Galleria Fantasio & Joe, Lucques; Delizia del Verginese, Portomaggiore, Ferrare
- 2004 – Galleria Del Carbone, Ferrare
- 2005 – Galleria Palestro, Ferrare ; Galleria "Dosso Dossi", Ferrare
- 2008 – Galleria D'Arte Antica Bruschelli, Pérouse
- 2009 – Le carpe sacre di Sanli Urfa, Galleria del Carbone", Ferrare
- 2011 – Incontri d'Autore: #1, Galleria del Carbone, Ferrare ; Il nodo del tempo, conversazione tra arte, filosofia e scienza. Dans: Notte dei ricercatori, le 23 septembre 2011. A cura di: Davide Bassi, Marco Bertozzi, Gianfranco Goberti, université de Ferrare.
- 2014 – le Palazzo Turchi Di Bagno, Sistema Museale di Ateneo de l'université de Ferrare, Ferrare ; Opere leggere, studio dell'artista, Ferrare
- 2015 – 60.10.50, Galleria del Carbone, Ferrare

### Collectives
- 1965 – La d'Arte di Roma
- 1969 – Rassegna Premio S. Fedele, Milano
- 1978, 1985, 2001 – Arte FieraDe Bologne
- 1979 – Expo Arte, Bari
- 1982 – Feria Internacional de Muestras, ainsi que Bilbao
- 2000 – Artissima, Turin
- – ArteExpo, Barcelone
- 2003/2004 – LineArt (Gand), "La Venere svelata – La Venere di di Urbino du Titien", Palais des Beaux-Arts, 10/10/2003-11/01/2004, Festival Internazionale EUROPALIA, Bruxelles
- 2003 – Arte in Italia negli anni '70, Polo Umanistico, Erice (TP)
- 2007 – Nuovo spazio: Inaugurazione, MLB à la Maison de la Galerie, Ferrara
- 2008 – Sebastiano tra sacro e profano, Monica Benini Arte, Ferrare; Pinacoteca G. Cattabriga, Bondeno (FE)
- 2009 – Generazioni, Istituto d'Arte/Liceo Artistico Dosso Dossi, Ferrara
- 2009 – Il cielo alla rovescia, Galleria del Carbone, Ferrara
- 2010 – RTA: progetto Porta degli Angeli, Ferrara
- 2011 – 54° Biennale di Venezia, Padiglione Italia, Rome, Palazzo Venezia, artistes sélectionnés par la Fondazione Roma
- 2012 – Ulisse Galerie, PERFHUMANCE: odori e viste attorno tous uomo, Ugo Attardi, Gianfranco Goberti, Sidival de la Fila, Giorgio Galli, Rome; Omaggio une Michelangelo Antonioni dagli amici della Galleria del Carbone, Galleria del Carbone (Ferrara)
- 2013 – Angeli contemporanei, Galleria del Carbone (Ferrara); Artiste aus Ferrara, Italie, KREIS Galerie (Nürnberg)
- 2014 – Nutrire la Pace, energia della vita, Sotheby's; Enrico Berlinguer e lo sguardo degli artisti, la Camera dei Deputati italienne, Roma; à la Galleria Civica d'Andalo (Trento); Scandito ad Arte, Galleria del Carbone (Ferrara)
- 2015 – Ombre della memoria con Flavia Franceschini, Ulisse Galerie, Roma; Acqua, farina, lievito... volet, Galleria Il Ponte, Pieve di Cento